# Небо под сердцем
«Небо под сердцем» — фильм-концерт группы ДДТ, снятый в 2012 году. Фильм содержит запись премьерного концерта программы «Иначе» в спорткомплексе «Олимпийский» 9 ноября 2011 года, а также раскрывает все этапы подготовки этого шоу.
Концертную съемку вели 9 операторских групп, расположенных в разных частях «Олимпийского», которые снимали концерт вживую, «в один дубль». Как пояснил оператор и продюсер фильма Юрий Бурак, «в мире кино так не принято, и даже многие фильмы-концерты снимают в разных городах тура, а потом монтируют вместе самые удачные куски. А мы решили снять документальным стилем, без купюр и подделок».
В России картина вышла в прокат 5 апреля 2012 года. Дистрибьютором выступил лидер арт-хаусного кино в России «Кино без границ». Особенность картины заключается в том, что во-первых, это первый опыт многокамерной киносъёмки концерта в России, во-вторых, это первый прецедент выхода в кинопрокат российского документального фильма, производство которого осуществлялось без привлечения финансовой поддержки государства.

## Отзывы
Дмитрий Мех (сайт «Репродуктор») в своём обзоре отмечает подготовленность и техническую оснащённость съёмочной группы, съёмку музыкантов с разных ракурсов и в естественном сценическом освещении, но сетует на недостаток материала непосредственно о работе над альбомом, об участниках полностью обновлённого состава ДДТ, а также на постоянное прерывание концерта документальными видеовставками.

## Треклист
1. «Noise № 1»
2. «Родившимся этой ночью»
3. «Солнечный свет»
4. «Эй ты, кто ты»
5. «Пустота»
6. «Кризис»
7. «Проводник»
8. «Напиши мне, напиши»
9. «Встреча»
10. «Made in China»
11. «За тобой пришли»
12. «Новая Россия»
13. «Noise № 2»
14. «Песня о времени»
15. «Когда ты была здесь»
16. «Песня о свободе»
17. «Юго-западный ветер»

## Фестивали и премии
- Независимая музыкальная премия Степной волк — номинация «лучший музыкальный фильм».
- X Московский Фестиваль отечественного кино Московская премьера — участник программы «Оккупай. Док».
- Фестиваль документального кино Артдокфест — участник программы «Среда».
- VII Фестиваль Российского кино в Лондоне — участник программы документальных фильмов